# Somewhere Only We Know
«Somewhere Only We Know» — песня британской рок-группы Keane, вышедшая как их третий коммерческий сингл и впоследствии появившаяся в качестве трека, открывающего Hopes and Fears и как первый сингл с этого альбома. Считается также первым крупным коммерческим релизом Keane, ставшим также одним из самых больших хитов 2004 года во всем мире и занявшим третье место в Великобритании во время его первой недели продаж. Кроме того, издание оставалось лучшим по продажам среди синглов Keane, пока в 2006 его не превзошёл «Is It Any Wonder?».

## Издания
| Дата релиза     | Страна                       | Формат         | Композиции                                |
| --------------- | ---------------------------- | -------------- | ----------------------------------------- |
| 16 февраля 2004 | Великобритания               | CD*            | - «Somewhere Only We Know» (CD-ROM видео) |
| 26 марта 2004   | Нидерланды                   | CD             | - «Snowed Under»                          |
| 16 апреля 2004  | Испания                      | CD             | - «Somewhere Only We Know» (Видео)        |
| 26 апреля 2004  | Австрия, Германия, Швейцария | CD             | - «Somewhere Only We Know» (CD-ROM видео) |
| 17 мая 2004     | Австралия                    | CD             | - «Somewhere Only We Know» (CD-ROM видео) |
| 11 октября 2004 | Франция                      | CD             | - «Somewhere Only We Know» (CD-ROM видео) |
| 19 июля 2004    | Великобритания               | 3" мини-CD**   | - «Snowed Under»                          |
| 2004            | Великобритания               | 7" винил***    | - «Snowed Under»                          |
| 2003            | Великобритания               | Промосингл**** | - «Somewhere Only We Know»                |

*Диск включает два вида обоев для рабочего стола и официальный британский видеоклип на песню. Номер в каталоге: CID849

**Содержит ссылки для скачивания рингтонов и реалтонов.

***Номер в каталоге: IS849

****Шрифт обложки тот же самый, что и на синглах Fierce Panda.

## Написание, запись и структура композиций

### Написание и запись
Первая демоверсия была сочинена Тимом Райс-Оксли около 2001 года. Райс-Оксли создал её из ударных и фортепиано, базируясь на песне Дэвида Боуи «Heroes».
В первый раз была сыграна на одной гитаре, до ухода Доминика Скотта из группы, и записана в качестве демоверсии в том же 2001 году, но вместо гитары исполнялась уже на Yamaha CP70.
Keane записали финальную версию для альбома в 2003 году, в Helioscentric Studios, Рай, Восточный Сассекс. Keane играли её, а также сингл «Bedshaped» на историческом концерте Live 8 в Лондоне.
Демоверсия «Somewhere Only We Know» просочилась в Интернет в 2004 году. У неё больше продолжительность (4:24) и дополнительные, не вошедшие в альбомную редакцию, переходы. Вокал Чаплина здесь более мягкий и ровный.

### Музыкальная структура
«Somewhere Only We Know» — яркий пример пиано-рок-композиции.
Главный фортепианный рифф — такой же, как и почти во всех песнях группы.
Темп песни — 87bpm, размер 4/4, тональность ля-мажор.
Песня может быть разделена на три основные части. Первые 24 секунды основной фортепианный рифф, вторая — со второй строфы стихов, когда аккорды изменяются на минорные, а третья — припев, в котором используются функции аккорда Bm7. Фортепиано является единственным инструментом, который не перестает играть.
Партия баса была записана Тимом отдельно и на концертах её воспроизводит Apple PowerBook G4.
Ритм 16-битовый, сыгранный Хьюзом на тамбурине и ударных, как это можно увидеть в музыкальных видео.
Синтезатор является основополагающим инструментом для музыки Keane. В этой песне он создаёт гармонию с фортепиано и вокалом со второй строфы, со слов «Oh simple thing, where have you gone?».
Наконец, после главного вокала Чаплина в верхней A6, когда он поёт «And if you have a minute why don’t we go?», звуки фортепиано и синтезатора снова пересекаются.

## Информация о песне
3" мини-CD были выпущены ограниченной партией в 1000 штук. Содержат трек Snowed Under на второй стороне, а также ссылки для получения полифонических мелодий через SMS. Эти экземпляры сейчас оцениваются в £20 из-за их редкости.

Эта песня была и первым творением Keane, изданным на виниле. Всего было отпечатано 5000 пронумерованных копий и только для продажи в Великобритании.
Би-сайд «Walnut Tree» был записан на студии Джеймса Сэнджера в Нормандии, Франция.
Реальный смысл видео на песню и текста остаются неизвестными, однако, есть несколько предположений, ссылающихся на «Manser’s Shaw», место в Баттле, где в детстве бывали участники Keane и недалеко от которого 14 октября 1066 года произошла Битва при Гастингсе.
Ричард Хьюз, ударник группы, предложил фан-сайту Криса Флинна следующее объяснение:
Мы говорили в "Somewhere Only We Know" о конкретном месте и Тиму было, что писать о том, что близко для него и для нас. Место это может быть относительно в смысле географического пространства или чувства м может быть по-разному, "под себя", интерпретированным разными людьми... Это, возможно, больше тема, а не конкретное сообщение ... Чувства, которые могут быть универсальными, не обязательно обращёнными к нам так же, как и место или время ..." 
Было также предложение о связи песни с обезлесиванием в силу разных причин:
- Во всех трёх видео на песню особенностью является появление частично уничтоженного леса.
- В визуальном оформлении этой песни на концертах использованы слайды леса.
- На обложке этого издания — опавшие кленовые листья.
- На обложке промосингла — дерево в огнях, покрытое снегом.
- «Snowed Under», би-сайд сингла прямо ссылается на Manser’s Shaw — большей частью уничтоженный лесной массив в Баттле.

Песня была сведена Марком «Spike» Стентом.

## Би-сайды

### Snowed Under
В песне рассказывается о месте под названием Manser’s Shaw в Баттле, где участники группы часто проводили время в детстве. Она написана под впечатлением от стихотворения Эллиота «The Wasteland»
Только «Snowed Under» является би-сайдом, исполнявшимся на концертах в 2004, 2005 и начале 2006, поскольку был издан и на сингле, появился на CD+DVD и как бонус-трек в японской версии альбома, завоевав большую популярность.
Как и «Walnut Tree», эта песня была сведена Энди Грином. В «Snowed Under» также упоминается название дебютного альбома группы, в строке «someone who understands your hopes and fears».

### Walnut Tree
Песня об ожидании кого-то или чего-то, но Райс-Оксли не учитывал реальное значение этого. Композиция вошла в саундтрек к сериалу OC — Music from the OC: Mix 2.
Джеймс Сэнджер был упомянут в информации об этой песне за его вклад в творчество и предоставление студии во Франции.
Песня была сведена Энди Грином.

## Технические характеристики треков
| Песня                                            | Длительность | Темп   | Ключ                | Размер          | Жанр                       |
| «Somewhere Only We Know»                         | 3:57         | 87bpm  | A (Ля-мажор)        | 4/4 on 16 beats | Пиано-рок                  |
| «Snowed Under»                                   | 3:50         | 130bpm | F (Фа-мажор)        | 4/4 on 8 beats  | Пиано-рок                  |
| «Walnut Tree»                                    | 3:42         | 110bpm | F# (Fa sharp major) | 4/4 on 16 beats | Альтернативный рок/Баллада |
| «Somewhere Only We Know» (Демоверсия, не издана) | 4:24         | 87bpm  | A (Ля-мажор)        | 4/4 on 8 beats  | Альтернативный рок         |

## Кавер-версии и использование
Песня является самой каверируемой из всех, написанных Keane, она имеет несколько кавер-версий. Исполнялась следующими артистами:
- Наташей Бедингфилд в программе Jo Whiley на BBC Radio 1.
- Группой Lifehouse в Pepsi Chart.
- Лаурой Мишель Келли в её альбоме The Storm Inside
- Группой HIM под названием 'Evil' для их альбома 'Venus Doom' (В окончательный вариант релиза так и не вошёл и не издан до сих пор).
- Almighty Records выпустила кавер-версию, которая больше не доступна.
- В первую неделю после полуфиналов (21 февраля 2007) шестого сезона шоу American Idol, в исполнении Блэйка Льюиса, получив много рецензий от судей.
- Также был вариант в исполнении группы Travis. С той же мелодией, но другими словами, озаглавленный «After Mark And Lard Go».
- В исполнении Даррена Крисса в эпизоде «Born This Way» телесериала «Хор» и была включена в альбом Glee: The Music Presents the Warblers.
- Классическая инструментальная версия Филармонического оркестра города Прага (en).
- В исполнении Lily Allen в версии Deluxe Edition альбома «Sheezus»
- Самая лучшая успокаивающий кавер версия в исполнении rhianne популярен в YouTube Instagram тд.

Песня несколько раз появлялась в кино и на телевидении:
- В автомобильном шоу Тачку на прокачку!
- Компанией Victoria's Secret.
- В The Ashlee Simpson Show
- Во втором эпизоде телесериала «Анатомия страсти».
- В трейлере к фильму «Дом у озера».
- В эпизоде сериала «Клиника».
- В эпизоде Special Effects программы «Doctor Who Confidential» в 2005 году.
- В эпизоде сериала «Cold Case».
- В рекламе сериала «Вперед, в прошлое!».
- Во время монтажа видео на 2006 ESPY Awards.
- В промовидео канадской команды по конькобежному спорту для олимпиады в Турине.
- Песня была также в ряде эпизодов, таких, как Idol Gives Back 2 мая и видео визита в дом Льюиса в Сиэтле 16 мая. После финала Idol, песня была исполнена 14 июня 2007 The View.[5]
- В передаче Match of the Day после победы Челси над Манчестер Юнайтед в финале Кубка Англии 2007 года.
- В передаче Britain’s Favourite View 9 сентября 2007.
- Во французском фильме «Lol» и его американском ремейке «Лето. Одноклассники. Любовь».
- В фильме «Обещать — не значит жениться».
- В трейлере к полнометражному мультфильму «Медвежонок Винни и его друзья» (2011).
- В трейлере к фильму «Маленький принц»(2015)

Появления в сборниках:
- The Acoustic Album (2006, Virgin)

## Музыкальные видеоклипы
Существуют 3 версии видео на эту песню:

### Международная версия
Keane выходят из студии и садятся в такси. Они приходят в лес, где живут «simple thing». (называемые «Roxleys» некоторыми фанатами.) (недоступная ссылка) (недоступная ссылка). Каждый Roxley представляет собой дух дерева.

Международная версия была снята режиссёром Корином Харди и спродюсирована Китом Хоукинсом на студии White House Pictures. Снималась 22-23 ноября 2003. Харди был под впечатлением от фильма Princess Mononoke и создал «simple thing», основываясь на «kodamas», появлявшихся в этой картине.
Повествование начинается с показа задней двери студии звукозаписи за короткое время до того, как её открывает Том Чаплин, вместе с которым выходят остальные участники группы. Они садятся в такси британского типа. Маленький дух (пришелец «simple thing») находится с ними в машине. Затем они прибывают в лесистую местность (место для съёмок в Западном Сассексе, принадлежащее знакомым Корина Харди). «Simple thing» остаётся в автомобиле.

Keane идут через лес. При фразе «an empty land» — по пустой опушке, «fallen tree» — пригнушись, пробираются под поваленным деревом и, наконец, добираются до ручья. Прямо здесь они продолжают играть.

Ближе к концу песни, Roxleys появляются снова и приближаются к Keane. В финале их сердца разгораются огнями.

### Версии для США

#### Версия № 1
То же видео, но без пришельцев «simple thing».

#### Версия № 2
Это видео было снято 29 мая 2004 в Голливуде, Калифорния и срежиссировано The Saline Project.
Группа играет концерт на сцене с большой фотографией леса за спинами. Вскоре фотография становится реальностью и Keane фактически играют в лесу.
После припева лес трансформируется в город, и начинают расти здания. В последний припев в городе начинается дождь, и он превращается обратно в лес. Лес исчезает и Keane играют снова на сцене.

### Оформление обложки
Дизайн обложки принадлежит Madefire и Алексу Лэйку. Здесь можно увидеть такие же, как и в видео, опавшие кленовые листья. Это также связано с тем, что би-сайдами сингла являются «Walnut Tree» и «Snowed Under». Хотя они оба не представлены на Hopes and Fears они всё равно довольно хорошо известны в связи с тем, что исполнялись на концертах и вошли в саундтреки.
Во вложенном послании от Keane на заднем плане всё те же красные листья.

## Позиции в чартах
Диск достиг наивысшей позиции из всех изданных синглов к альбому «Hopes and Fears». Догнал его в этом только «Is It Any Wonder?», вышедший в 2006. «Somewhere Only We Know» 18 недель оставался в топ 10 мексиканского airplay-чарта.

| Чарт (2004—2015)                           | Высшая позиция |
| ------------------------------------------ | -------------- |
| Бельгия/Фландрия (Ultratop 50)             | 43             |
| Бельгия/Валлония (Ultratip Bubbling Under) | 6              |
| Дания (Tracklisten)                        | 9              |
| Франция (SNEP)                             | 42             |
| France Download Chart (SNEP)               | 17             |
| Германия (GfK)                             | 55             |
| Ирландия (IRMA)                            | 30             |
| Италия (FIMI)                              | 44             |
| Нидерланды (Dutch Top 40)                  | 15             |
| Нидерланды (Single Top 100)                | 15             |
| Новая Зеландия (Recorded Music NZ)         | 19             |
| Шотландия (OCC Scotland)                   | 4              |
| Великобритания (OCC UK Singles)            | 3              |
| США (Billboard Hot 100)                    | 50             |
| США (Billboard Adult Alternative Songs)    | 2              |
| США (Billboard Adult Contemporary)         | 37             |
| США (Billboard Adult Pop Airplay)          | 11             |
| США (Billboard Alternative Airplay)        | 32             |
| США (Billboard Pop Airplay)                | 36             |

| Чарт (2004)                          | Позиция |
| ------------------------------------ | ------- |
| Netherlands (Dutch Top 40)           | 69      |
| UK Singles (Official Charts Company) | 80      |

| Регион | Сертификация | Продажи  |
| --- | ------------ | -------- |
| Бельгия (BEA) | Золотой      | 25 000*  |
| Германия (BVMI) | Золотой      | 150 000  |
| Италия (FIMI) · (since 2009)                                                                                             | Золотой      | 25 000*  |
| Великобритания (BPI) | Платиновый   | 600 000^ |
| * Данные о продажах приведены только на основе сертификации. ^ Данные о тиражах приведены только на основе сертификации. |              |          |